# Strane
Strane este o localitate din comuna Postojna, Slovenia, cu o populație de 72 de locuitori.